# Synagoge (Parma)

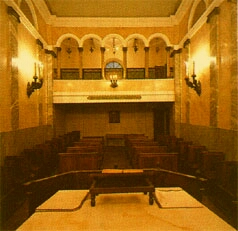
Innenansicht der Synagoge in Parma

Die Synagoge in Parma, einer Stadt in der norditalienischen Region Emilia-Romagna, wurde 1866 errichtet. Die Synagoge befindet sich an der Vicolo Fratelli Cervi 4, in der Nähe der Piazza Garibaldi.
Der Innenraum wird von Pilastern gegliedert. Die Frauenempore an der Westseite wird durch Rundbögen, die auf Säulen ruhen, abgetrennt.